# Story City (Iowa)
Story City – miasto w Stanach Zjednoczonych, w stanie Iowa, w hrabstwie Story. Zgodnie ze spisem statystycznym z 2000 roku, miasto liczyło 3228 mieszkańców.